# Olympische Sommerspiele 1904/Leichtathletik – Dreikampf (Männer)
Der Dreikampf der Männer bei den Olympischen Sommerspielen 1904 in St. Louis wurde am 1. und 2. Juli 1904 im Francis Field entschieden. Der Wettbewerb war eine Nebenwertung des Einzelmehrkampfes im Turnen, der aus zwölf Disziplinen bestand. Die darunter befindlichen drei Leichtathletikdisziplinen Weitsprung, Kugelstoßen und 100-Yards-Lauf (91,44 m) wurden zusätzlich zum Turn-Einzelmehrkampf als Dreikampf der Männer gewertet; die verbleibenden neun Turndisziplinen wurden zusätzlich als Turnerischer Dreikampf gewertet. Diese Wettbewerbsform stand nur in St. Louis auf dem olympischen Programm; da der Wettbewerb eine Nebenwertung des Einzelmehrkampfes im Turnen darstellt, wird er gelegentlich auch den Turndisziplinen bei den Olympischen Spielen 1904 zugeordnet.
Die  US-Amerikaner verzeichneten einen Dreifacherfolg. Olympiasieger wurde Max Emmerich. Silber gewann John Grieb, Bronze ging an William Merz.

## Rekorde
Die damals bestehenden Weltrekorde waren noch inoffiziell. Ob es einen inoffiziellen Rekord gab und welchen Wert er eventuell hatte, ist nicht bekannt.
Ein olympischer Rekord existierte nicht, da dieser Wettbewerb vor den Spielen in St. Louis nicht olympisch war.
Folgende Rekorde wurden in dieser Disziplinen bei den Olympischen Spielen 1904 gebrochen oder eingestellt:
| OR | 35,7 Punkte | Max Emmerich | USA | 1. und 2. Juli |

## Ergebnis
| Platz | Athlet         | Land | Punkte  |
| ----- | -------------- | ---- | ------- |
| 1     | Max Emmerich   | USA  | 35,7 OR |
| 2     | John Grieb     | USA  | 34,0000 |
| 3     | William Merz   | USA  | 33,9000 |
| 4     | George Mayer   | USA  | 32,4000 |
| 5     | John Bissinger | USA  | 30,8000 |
| 6     | Philipp Kassel | USA  | 30,1000 |

Dieser Wettbewerb errechnete sich aus der Punktesumme der Einzelleistungen in den Disziplinen für diesen Mehrkampf – Weitsprung, Kugelstoßen, 100-Yards-Lauf (91,44 m). Auf welche Punktewertung sich die Leistungen beziehen, ist nicht bekannt. Die US-Amerikaner dominierten klar, da sie in der weitaus überlegenen Anzahl bei gleichzeitig gutem Niveau und Können am Start waren.